# Nation Chicacha
La Nation Chicacha  (Chickasaw Nation en anglais) est l'une des nations des Cinq tribus civilisées amérindiennes des États-Unis. Les Cinq tribus civilisées eurent un statut différent des autres réserves indiennes en obtenant le droit d'élire un gouvernement constitutionnel semi-autonome, ainsi que des délégués à la Chambre des représentants des États-Unis. La Nation Chicacha fut fondée après la déportation des Chicachas dans le Territoire indien pendant les années 1830.

## Gouvernement
Le gouvernement tribal de la Nation Chicacha est une démocratie, sur le modèle de celui des États-Unis. Les citoyens de la Nation élisent pour un mandat de quatre ans, un gouverneur et un lieutenant-gouverneur qui forment l'exécutif. Le gouverneur est le porte-parole officiel de la tribu et peut proposer des projets de loi au législatif de la Nation. Il dirige les affaires courantes, signe les documents officiels et participe ou organise les réceptions officielles. Tout comme le président des États-Unis, le gouverneur est entouré d'une Administration (sens américain du terme) comprenant diverses divisions et départements. 
Le gouverneur de la Nation est, depuis 1987, Bill Anoatubby (en). Le siège du gouvernement est situé à Ada dans l'Oklahoma.
Le législatif est composé de treize membres élus par les citoyens de la nation pour un mandat de trois ans. Environ un tiers des sièges est renouvelé chaque année.
Le pouvoir judiciaire est détenu par la cour suprême tribale, composée de trois juges élus par les citoyens. Les juges sont chargés des tâches d'interprétation de la Constitution de la Nation Chicacha. 
La première Constitution de la Nation fut ratifiée en 1856, la Constitution actuelle date de 1983. 

## Sources
- (en) Chickasaw Nation, Government, The Official Site of the Chickasaw Nation
- (en) Chickasaw Nation, Constitution, laws, and treaties of the Chickasaws, Wilmington, Del. : Scholarly Resources, 1973.  (ISBN 9780842017183)
- (en) Muriel H. Wright, Organization of the Counties in the Choctaw and Chickasaw Nations. Chronicles of Oklahoma 8:3 (septembre 1930)  315-334.